# Grace Chappelow
Grace Chappelow (3 février 1884 - 1971) est une suffragette britannique. Elle rejoint le Women's Social and Political Union (WSPU) vers 1909 et est incarcérée à la prison de Holloway pour avoir brisé des vitres à Mansion House en mars 1912.

## Première partie de vie: 1891-1903
Née à Islington, Londres, en 1884 de John Stephen Chappelow (un comptable agréé) et d'Emily Mary Elizabeth Chappelow, Grace Chappelow bénéficie d'une éducation formelle à la North London Collegiate School. Elle aime chanter et suit des cours de chant avec la mère de Bernard Shaw (Lucinda Elizabeth Shaw) qui est devenue la maîtresse de chant de l'école en janvier 1886,. Pendant son séjour à la North London Collegiate School, la directrice est Sophie Bryant, membre de la National Union of Women's Suffrage Societies, il est donc possible que Chappelow se soit intéressée durant sa scolarité au mouvement en faveur du droit de vote des femmes. 

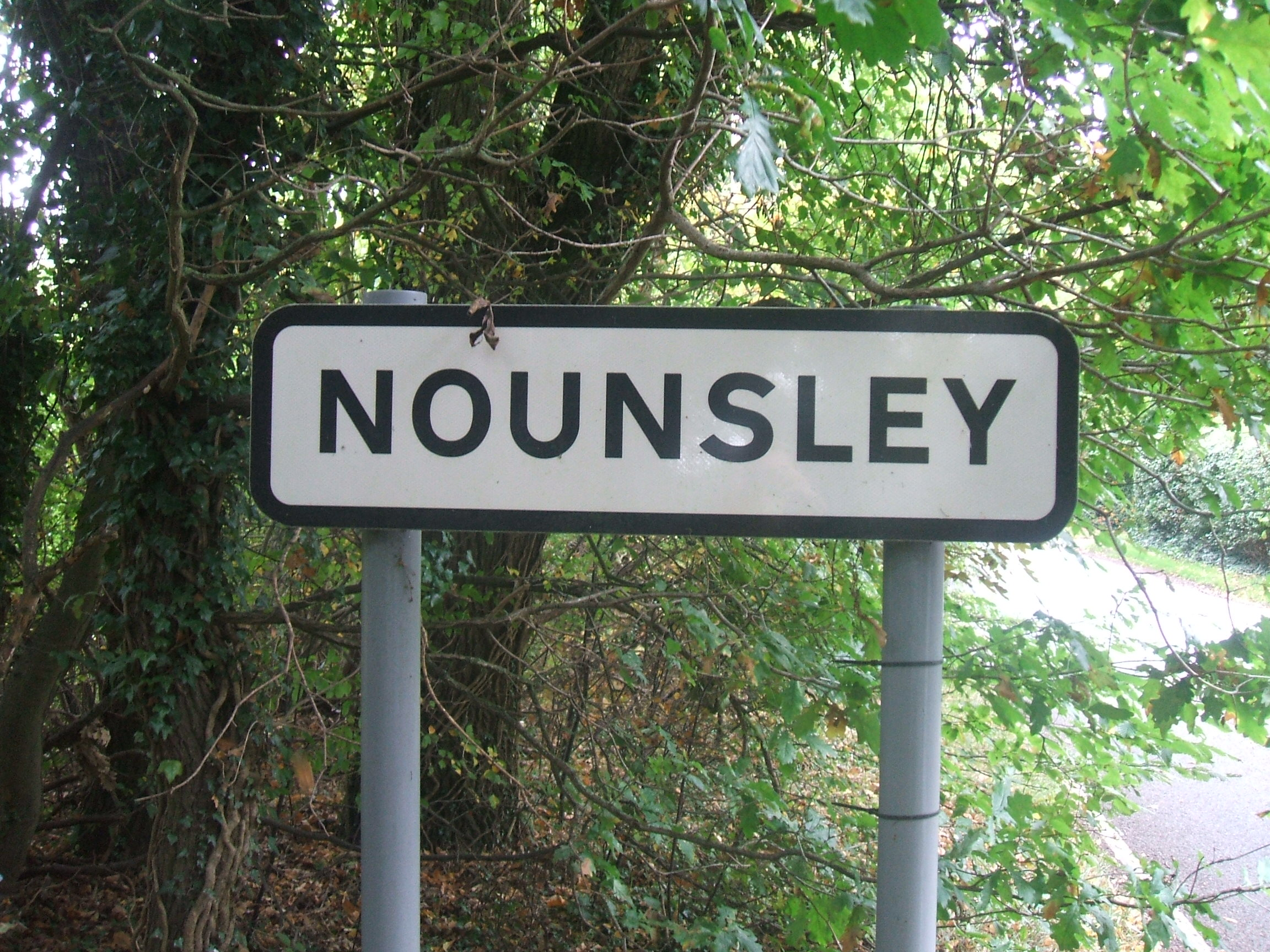
Une photo du panneau de la ville.

Les parents de Grace se séparent sans divorcer, mais lors du recensement de 1911, ils vivent toujours ensemble, à Islington jusqu'en 1910 au moins. Grace Chappelow et sa mère s'installent à Nounsley (en), près de Hatfield Peverel, dans l'Essex. C'est à partir de cette date que Chappelow s'implique visiblement dans le mouvement suffragiste.

## Vote des femmes: 1908-1912
Le 19 novembre 1908, les suffragettes Sylvia Pankhurst, Flora Drummond et Helen Ogston se rendent à Chelmsford alors qu'il y a une élection partielle à venir dans le Mid Essex. Se réunissant au Corn Exchange, Sylvia et Helen prononcent des discours, mais la foule devient rapidement tapageuse avec des chahuteurs abordant les femmes, y compris «poussant le chariot sur lequel elles parlaient». Le lendemain soir, Chelmsford s'arrête lorsque Flora Drummond se penche par les fenêtres de l'hôtel Bell, faisant la leçon à la foule en contrebas, tandis que la National Trade Defence Association harangue également la foule. Et le 27 novembre, des rassemblements ont lieu à la fois au Shire Hall et à l'extérieur du bâtiment Marconi, dirigés par la Women's Freedom League et la National Union of Women’s Suffrage Societies . Il n'est pas clair si Chappelow est impliquée dans ces manifestations ou si elle est même dans l'Essex à ce stade, mais elle a rejoint la WSPU en 1909, car en septembre de cette année-là, elle est à Leicester après avoir perturbé une réunion dirigée par le Secrétaire d'État à l'Intérieur de l'époque, Winston Churchill, au Palace Theatre. La perturbation consiste à assiéger les portes après qu'Alfred Hawkins, mari de la suffragette Alice Hawkins, soit expulsé de la réunion après avoir défié Churchill avec la question : « Pourquoi n'obtiennent-ils pas le vote des femmes du pays ? » Comment osez-vous vous tenir sur une plate-forme démocratique ? Chappelow est emprisonnée pendant cinq jours. Elle pourrait également être à Leicester au nom de la WSPU qui avait ses bureaux à Clement's Inn, car elle a également vendu le journal Votes for Women qui est imprimé par St Clement's Press.
En 1910, Chappelow vit définitivement à Hatfield Peverel comme elle est mentionnée dans l'édition du 25 novembre 1910 de l'Essex Weekly News pour son implication dans un raid planifié contre la Chambre des communes «Miss G Chappelow, Hatfield Peverel». Les 119 suffragettes (dont Chappelow), ne sont pas poursuivies après avoir comparu devant la Bow Street Magistrates' Court (en) et sont relâchées. Elle est de nouveau arrêtée en 1911 pour une autre tentative de raid sur la Chambre des communes, avec 223 suffragettes, et la même année, sa mère refuse de participer au recensement de 1911, écrivant « pas de vote, pas de recensement ». Les amies de Chappelow, les sœurs Madeline et Dorothea Rock refusent également de participer. 1912 est tout aussi active que les années précédentes, car Chappelow est de nouveau mentionnée dans l'Essex County Chronicle pour avoir brisé des vitres à Mansion House, domicile du Lord-maire de Londres. Grace Chappelow est arrêtée avec Madeline et Dorothea Rock et Fanny Pease, toutes les quatre sont condamnées à deux mois de travaux forcés à la prison de Holloway.
L'échevin déclare « qu'il est désolé de punir ces femmes de cette manière, mais elles agissent selon une vision totalement erronée de l'affaire. Il y a des violences contre le public, et cela doit entraîner la punition à sa suite. Il doit les punir de la même manière qu'il le ferait pour un pauvre homme errant dans la rue qui briserait des vitres, et elles doivent aller en prison pour deux mois de travaux forcés ».
Grace Chappelow assiste à une série de réunions tenues à Shire Hall, Chelmsford, en 1912, et en préside une où elle parle de « la croissance du mouvement pour le suffrage »:
« Mlle Chappelow a parlé de la croissance du mouvement pour le suffrage, et a déclaré que les méthodes militantes étaient plus du côté du gouvernement que de la part des femmes. C'était pitoyable de voir le nombre de personnes qui disaient que les votes n'avaient pas d'importance. Il y avait de nombreux fléaux sociaux et industriels dont souffraient les femmes, et les suffragettes ont réalisé qu'il y avait un remède à ces maux, et que c'était le vote ».
Ces réunions sont organisées de manière que la WSPU puisse faire passer son point de vue et expliquer pourquoi elle utilise des tactiques telles que casser des fenêtres. Cependant, fin mars, beaucoup d'entre elles ont été annulés par crainte que Shire Hall ne soit endommagé.

## 1912-Seconde Guerre mondiale
En novembre 1912, Chappelow est arrêtée par la police de Witham après que son chien ait attaqué un agent politique. Elle refuse de payer l'amende de 14 shillings et elle est emprisonnée pendant quatorze jours. 
En 1928, Chappelow et sa mère, peut-être avec son frère Claude, ont déménagé à Ramsden Heath (en), Essex. Leur maison n'a pas d'eau courante donc ils doivent utiliser un puits et ont une radio mais pas de télévision. Chappelow aime aussi la nature et les animaux, et elle est une végétarienne stricte qui vend du lait de chèvre et élève treize chats. 

## Dernières années
Plus tard dans sa vie, Chappelow continue à vendre du lait de chèvre à Ramsden Heath, avec un tricycle. Connue localement sous le nom de "The Goat Lady", elle ne se soucie pas vraiment de son apparence et se lave rarement les cheveux. Ellereçoit beaucoup d'argent à la mort de sa mère, elle le donne à des causes animales. Grace figure actuellement dans un projet « Snapping the Stiletto » qui découvre des histoires de femmes fortes d'Essex pour aider à dissiper le stéréotype négatif de la « fille d'Essex ».

## Emmeline Pankhurst et Sylvia Pankhurst
Après l'arrestation et l'emprisonnement de Chappelow à Holloway en 1912, elle fait sortir clandestinement une tasse de prison et un couteau de la prison à sa libération. Elle reçoit également un certificat signé par Emmeline Pankhurst au nom de la WSPU et une broche de la prison Holloway de Sylvia. Ces objets sont dans les collections du Chelmsford Museum (en). Elle est également l'une des signataires du mouchoir des suffragettes.